# Municipio de East Grove
El municipio de East Grove (en inglés: East Grove Township) es un municipio ubicado en el condado de Lee en el estado estadounidense de Illinois. En el año 2010 tenía una población de 256 habitantes y una densidad poblacional de 2,78 personas por km².

## Geografía
El municipio de East Grove se encuentra ubicado en las coordenadas 41°37′13″N 89°28′1″O / 41.62028, -89.46694. Según la Oficina del Censo de los Estados Unidos, el municipio tiene una superficie total de 92.22 km², de la cual 92,07 km² corresponden a tierra firme y (0,16 %) 0,15 km² es agua.

## Demografía
Según el censo de 2010, había 256 personas residiendo en el municipio de East Grove. La densidad de población era de 2,78 hab./km². De los 256 habitantes, el municipio de East Grove estaba compuesto por el 97,66 % blancos, el 1,56 % eran de otras razas y el 0,78 % eran de una mezcla de razas. Del total de la población el 1,56 % eran hispanos o latinos de cualquier raza.